# Fraueneishockey-Endrunde 1986/87
Die Fraueneishockey-Endrunde der Saison 1986/87 war in Deutschland die vierte Endrunde der Frauen, in der der Deutsche Meistertitel vergeben wurde. Die Mannschaft der EHC Eisbären Düsseldorf konnte sich – wie im Vorjahr – im Finale durchsetzen – diesmal gegen die Mannschaft der ESG Esslingen.

## Organisation
Die Ligadurchführung erfolgte durch den Deutschen Eishockey-Bund.

## Landesligen

### Nordrhein-Westfalen

#### NRW-Liga
| Rang | Verein                  | Spiele | S | SnV | U | NnV | N | Tore   | Punkte |
| ---- | ----------------------- | ------ | - | --- | - | --- | - | ------ | ------ |
| 1    | EHC Eisbären Düsseldorf | 16     | 0 | 0   | 0 | 0   | 0 | 117:25 | 30:2   |
| 2    | EC Bergkamen            | 16     | 0 | 0   | 0 | 0   | 0 | 63:37  | 22:10  |
| 3    | Eishockeydamen Köln     | 16     | 0 | 0   | 0 | 0   | 0 | 49:82  | 13:19  |
| 4    | ERC Westfalen Dortmund  | 16     | 0 | 0   | 0 | 0   | 0 | 29:64  | 8:24   |
| 5    | EHC Unna                | 16     | 0 | 0   | 0 | 0   | 0 | 39:80  | 7:25   |

#### Landesliga NRW
| Rang | Verein             | Spiele | S | SnV | U | NnV | N | Tore  | Punkte |
| ---- | ------------------ | ------ | - | --- | - | --- | - | ----- | ------ |
| 1    | Eisflitzer Netphen | 10     | 0 | 0   | 0 | 0   | 0 | 31:10 | 15:5   |
| 2    | Grefrather EC      | 10     | 0 | 0   | 0 | 0   | 0 | 33:11 | 14:6   |
| 3    | GSC Moers          | 10     | 0 | 0   | 0 | 0   | 0 | 29:12 | 13:7   |
| 4    | Neusser SC         | 10     | 0 | 0   | 0 | 0   | 0 | 26:17 | 12:8   |
| 5    | Herner EV          | 10     | 0 | 0   | 0 | 0   | 0 | 13:42 | 04:15  |
| 6    | SC Solingen        | 10     | 0 | 0   | 0 | 0   | 0 | 07:46 | 01:19  |

NRW-Liga-Aufstiegsrunde
Für die Aufstiegsrunde qualifizierten sich die beiden besten Mannschaften der Landesliga und die beiden Letzten der NRW-Liga. Da die Eisflitzer Netphen nicht teilnahmen, konnte der Grefrather EC aufsteigen.
| Rang | Verein                 | Spiele | S | SnV | U | NnV | N | Tore | Punkte |
| ---- | ---------------------- | ------ | - | --- | - | --- | - | ---- | ------ |
| 1    | EHC Unna               | 4      | 0 | 0   | 0 | 0   | 0 | 10:3 | 6:2    |
| 2    | ERC Westfalen Dortmund | 4      | 0 | 0   | 0 | 0   | 0 | 4:7  | 5:3    |
| 3    | Grefrather EC          | 4      | 0 | 0   | 0 | 0   | 0 | 5:9  | 1:7    |

NRW-Landesliga-Pokal (Platzierungsrunde)
| Rang | Verein      | Spiele | S | SnV | U | NnV | N | Tore  | Punkte |
| ---- | ----------- | ------ | - | --- | - | --- | - | ----- | ------ |
| 1    | GSC Moers   | 6      | 6 | 0   | 0 | 0   | 0 | 23:2  | 12:0   |
| 2    | Neusser SC  | 6      | 0 | 0   | 0 | 0   | 0 | 17:17 | 7:5    |
| 3    | SC Solingen | 6      | 0 | 0   | 0 | 0   | 0 | 5:16  | 4:8    |
| 4    | Herner EV   | 6      | 0 | 0   | 0 | 0   | 0 | 6:16  | 1:11   |

### Bayern
| Rang | Verein         | Spiele | S  | U | N  | Tore   | Punkte |
| ---- | -------------- | ------ | -- | - | -- | ------ | ------ |
| 1    | EV Füssen      | 12     | 12 | 0 | 0  | 102:12 | 24:0   |
| 2    | ESV Kaufbeuren | 12     | 7  | 1 | 4  | 52:28  | 15:9   |
| 3    | ERC Sonthofen  | 12     | 4  | 1 | 7  | 34:32  | 9:15   |
| 4    | TuS Geretsried | 12     | 0  | 0 | 12 | 9:125  | 0:24   |

### Baden-Württemberg
| Rang | Verein           | Spiele | S | U | N | Tore   | Punkte |
| ---- | ---------------- | ------ | - | - | - | ------ | ------ |
| 1    | ESG Esslingen    | 8      | 7 | 1 | 0 | 111:13 | 15:1   |
| 2    | MERC WildCats    | 8      | 4 | 1 | 3 | 67:22  | 9:7    |
| 3    | EHC Schwenningen | 8      | 0 | 0 | 8 | 2:145  | 0:16   |

### Nördliche Bundesländer
Nordliga
| Rang | Verein              | Spiele | S | SnV | U | NnV | N | Tore  | Punkte |
| ---- | ------------------- | ------ | - | --- | - | --- | - | ----- | ------ |
| 1    | EC Darmstadt        | 8      | 8 | 0   | 0 | 0   | 0 | 41:9  | 16:0   |
| 2    | Berliner SC         | 8      | 0 | 0   | 0 | 0   | 0 | 31:12 | 11:5   |
| 3    | DEC Eishasen Berlin | 8      | 0 | 0   | 0 | 0   | 0 | 29:21 | 9:7    |
| 4    | Eintracht Frankfurt | 8      | 0 | 0   | 0 | 0   | 0 | 21:31 | 4:12   |
| 5    | DEC Hamburg         | 8      | 0 | 0   | 0 | 0   | 8 | 5:54  | 0:16   |

Landesliga Berlin
| Rang | Verein              | Spiele | S | SnV | U | NnV | N | Tore | Punkte |
| ---- | ------------------- | ------ | - | --- | - | --- | - | ---- | ------ |
| 1    | DEC Eishasen Berlin | 4      | 0 | 0   | 0 | 0   | 0 | 15:6 | 6:2    |
| 2    | Berliner SC         | 4      | 0 | 0   | 0 | 0   | 0 | 6:15 | 2:6    |

## Qualifikation zur Endrunde
Erste Runde
- ESV Kaufbeuren – Mannheimer ERC 1:3
- MERC Mannheim – ESV Kaufbeuren 7:0

Zweite Runde
- Mannheimer ERC – EC Darmstadt 3:0
- EC Darmstadt – Mannheimer ERC 2:4

- Eishockeydamen Köln – Berliner SC 1:2
- Berliner SC – Eishockeydamen Köln 1:3

Damit qualifizieren sich die Mannheimer ERC WildCats und die Eishockeydamen aus Köln für die Endrunde.

## Endrunde

### Teilnehmer
Für die Endrunde um die deutsche Meisterschaft qualifizierten sich die folgenden Mannschaften:
- EC Bergkamener Bären
- EHC Eisbären Düsseldorf
- ESG Esslingen
- EV Füssen
- Kölner Eishockeydamen Die Panther
- Mannheimer ERC WildCats

### Vorrunde
Gruppe A
- Kölner Panther – EV Füssen 2:0
- ESG Esslingen – Kölner Panther 9:2
- EV Füssen – ESG Esslingen 4:0

| Pl. | Team           | Sp. | S | U | N | Tore | Pkt. |
| --- | -------------- | --- | - | - | - | ---- | ---- |
| 1.  | ESG Esslingen  | 2   | 1 | 0 | 1 | 9:6  | 2:2  |
| 2.  | EV Füssen      | 2   | 1 | 0 | 1 | 4:2  | 2:2  |
| 3.  | Kölner Panther | 2   | 1 | 0 | 1 | 4:9  | 2:2  |

Gruppe B
- Mannheimer ERC – EHC Düsseldorf 0:5
- EC Bergkamen – Mannheimer ERC 0:1
- EHC Düsseldorf – EC Bergkamen 1:1

| Pl. | Team                    | Sp. | S | U | N | Tore | Pkt. |
| --- | ----------------------- | --- | - | - | - | ---- | ---- |
| 1.  | EHC Eisbären Düsseldorf | 2   | 1 | 1 | 0 | 6:1  | 3:1  |
| 2.  | Mannheimer ERC          | 2   | 1 | 0 | 1 | 1:5  | 2:2  |
| 3.  | EC Bergkamen            | 2   | 0 | 1 | 1 | 1:2  | 1:3  |

### Platzierungsspiele
- ESG Esslingen – Mannheimer ERC 1:0 n.P
- EHC Eisbären Düsseldorf – EV Füssen 5:2

### Spiel um Platz 5
- Kölner Eishockey-Damen – EC Bergkamen 5:2

### Spiel um Platz 3
- EV Füssen – Mannheimer ERC 3:2 n. P.

### Finale
- EHC Eisbären Düsseldorf – ESG Esslingen 3:1

Deutscher Meister der Frauen 1987EHC Eisbären Düsseldorf